# Журавлёв, Дмитрий Николаевич
Дмитрий Николаевич Журавлёв — советский и российский актёр, артист эстрады, мастер художественного слова (чтец), режиссёр, педагог. Народный артист СССР (1979). Лауреат Сталинской премии второй степени (1949).

## Биография
Дмитрий Николаевич Журавлёв родился 11 (24) октября 1900 года в селе Алексеевка (ныне — в Первомайском районе Харьковской области Украины).
Артистическую деятельность начал в 1920 году в Симферопольском драматическом театре (ныне Крымский академический театр имени М. Горького). С 1922 года, не поступив в студию Вахтангова, два года учился в Московской драматической студии М. Миная и одновременно играл в труппе Е. О. Любимова-Ланского при Каляевском народном доме.
В 1924—1928 годах — артист вспомогательного состава 3-й Студии МХТ (с 1926 — Театр имени Е. Б. Вахтангова). С 1928 по 1936 (по другим данным — 1939) год — актёр Театра им. Е. Вахтангова. В 1927 году окончил школу при театре (ныне Театральный институт имени Бориса Щукина).
С 1928 года начал выступать в концертах с чтением стихов А. С. Пушкина, А. А. Блока, В. В. Маяковского, рассказов И. Э. Бабеля, М. М. Зощенко и затем полностью отдался работе художественного чтения. На его решение повлияло творчество чтеца А. Я. Закушняка. В 1930 году в московском Доме литераторов выступал с программой: «Медный всадник» А. С. Пушкина, «Во весь голос» В. В. Маяковского, «Матрёнища» М. М. Зощенко, «Соль» И. Э. Бабеля и «Бобок» Ф. М. Достоевского.
В 1931 году — первый сольный концерт в малом зале Московской консерватории им. П. И. Чайковского: «Египетские ночи» и «Осень» А. С. Пушкина, стихи В. В. Маяковского («Юбилейное», «Разговор с фининспектором о поэзии», «Сергею Есенину», «Во весь голос»). Режиссёром первоначальной программы — «Египетские ночи» А. С. Пушкина (на основе рабочей партитуры А. Я. Закушняка), «Муж» А. П. Чехова, «Певцы» И. С. Тургенева и отрывок из «Чертогона» Н. С. Лескова — была Е. Б. Гардт. Затем работал с режиссёром Е. Я. Эфрон.
В 1937 году занимает на 1-м Всесоюзном конкурсе чтецов второе место.
С 1939 по 1986 год — солист Московской филармонии. Был режиссёром и консультантом ряда программ.
В 1955—1975 годах преподавал в Школе-студии им. В. И. Немировича-Данченко при МХАТ СССР им. М. Горького, профессор (1971).
В Гостелерадиофонде хранится более 150 записей литературных произведений в его исполнении. Вёл циклы радиопередач «Круг вашего чтения» и «Звуковая книга». Существуют записи воспоминаний «Судьбою посланные встречи» о его дружбе с С. Т. Рихтером, Н. Л. Дорлиак, Г. Г. Нейгаузом.

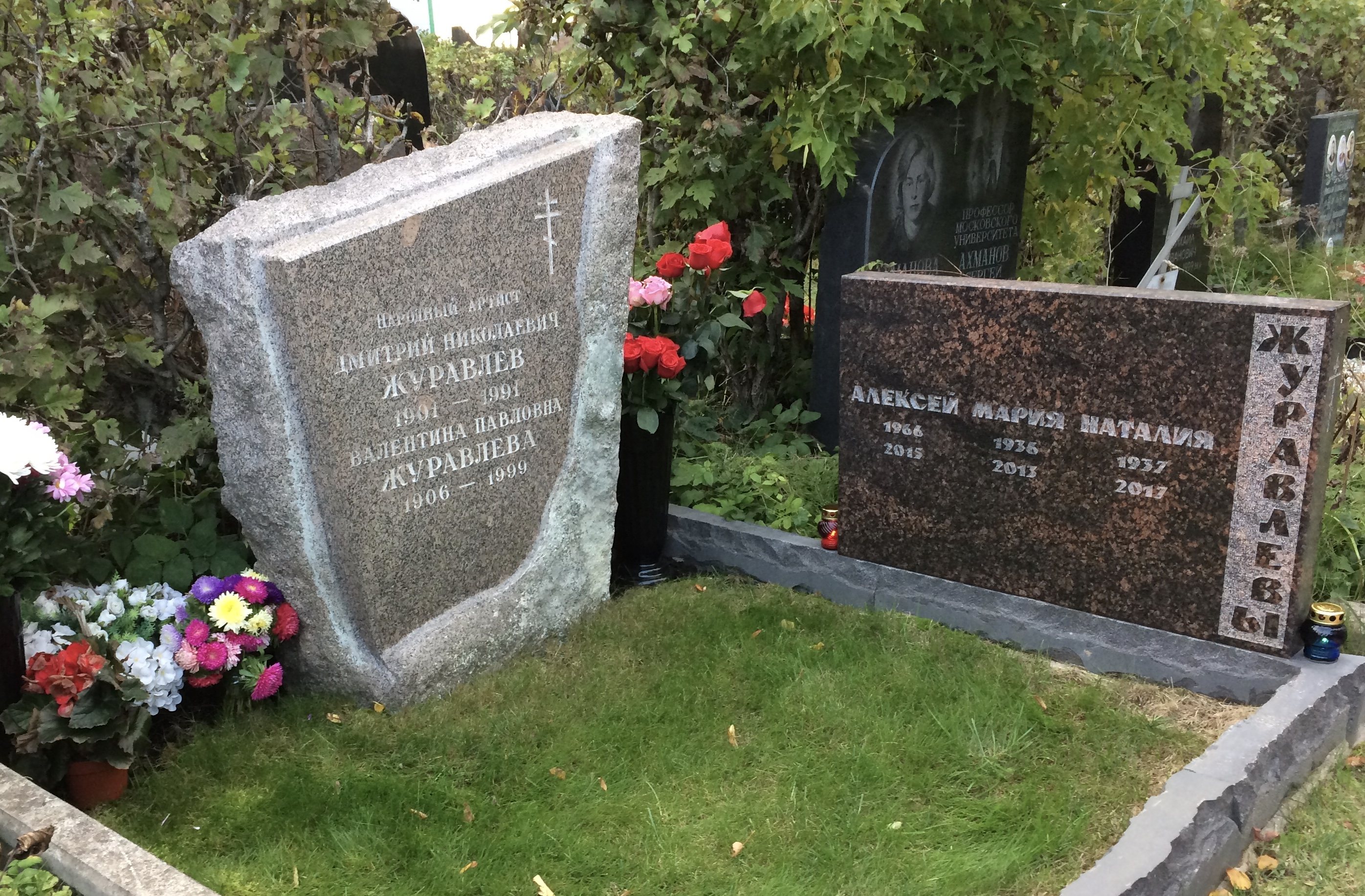
Могила Журавлёва на Троекуровском кладбище Москвы.

Умер 1 июля 1991 года в Москве. Похоронен на Троекуровском кладбище.

### Семья
- Дочь — Наталья Дмитриевна Журавлёва (1937—2017), актриса, педагог, заслуженная артистка Российской Федерации (2000), была замужем за сыном писателей Юрия Либединского и Лидии Либединской.

## Награды и звания
- Заслуженный артист РСФСР (05.11.1947)
- Народный артист РСФСР (06.12.1960)
- Народный артист СССР (06.03.1979)
- Сталинская премия второй степени (1949) — за художественное чтение[2]
- Два ордена и медали.

## Творчество

### Театральные работы в Театре им. Е. Вахтангова
- 1924 — «Лев Гурыч Синичкин» Д. Т. Ленского — Суфлёр
- 1925 — «Виринея» Л. Н. Сейфуллиной и В. П. Правдухина— Мужик
- 1927 — «Партия честных людей» («Женитьба Труадека») Ж. Ромена — Де ля Муфьер
- 1927 — «Разлом» Б. А. Лавренёва — Митрия
- 1927 — «Барсуки» Л. М. Леонова — Максим Лызлов и Дудин
- 1928 — «На крови» С. Д. Мстиславского — Слесарев
- 1928 — «Зойкина квартира» М. А. Булгакова — Поэт
- 1928 — «Принцесса Турандот» К. Гоцци — Алтоум
- 1929 — «Заговор чувств» Ю. К. Олеши — Почтенный старик
- 1930 — «Коварство и любовь» Ф. Шиллера — Миллер
- 1930 — «Авангард» В. П. Катаева — Панибратцев
- 1932 — «Пятый горизонт» П. Д. Маркиша — старый пенсионер
- 1932 — «Гамлет» У. Шекспира — актёр Луциан
- 1933 — «Интервенция» Л. И. Славина — Жув
- 1933 — «Достигаев и другие» М. Горького
- 1935 — «Аристократы» Н. Ф. Погодина — Саша

### Концертный репертуар
- А. С. Пушкин («Египетские ночи», 1931; «Медный всадник», 1935; «Пиковая дама», 1940; «Моцарт и Сальери»; лирика; «Евгений Онегин», «Цыганы».
- Л. Н. Толстой, «Война и мир» — «Петя Ростов» (1935), «Наполеон и Кутузов на Бородинском поле» (1941); трехчастная композиция «Андрей Болконский» (1942—1943): «Князь Андрей на Аустерлицком поле», «Роды и смерть маленькой княгини», «Поездка Болконского в Отрадное».
- И. С. Тургенев («Певцы», 1934; «Ермолай и мельничиха», «Петр Петрович Каратаев», 1948)
- А. П. Чехов («Дама с собачкой», «Муж», 1939; «Красавицы», «На святках», «Шуточка», «Тоска», «Дом с мезонином», 1954)
- М. Ю. Лермонтов (лирика, 1941; «Валерик», «Песня о купце Калашникове», 1964)
- А. А. Блок («Двенадцать», «Скифы», 1957; «Соловьиный сад», вступление к поэме «Возмездие», 1970)
- В. В. Маяковский («Во весь голос», «Стихи о советском паспорте», Октябрьская поэма «Хорошо!», «Сергею Есенину»; цикл стихотворных подборок, посвященных В. И. Ленину (1934))
- А. М. Горький (отрывок из «Детства»)
- И. Э. Бабель («Начало», 1959)
- П. Мериме («Кармен», 1937)
- Ги де Мопассан («Лунный свет», «Счастье», «Мисс Гарриет», 1947 (1952?))
- Н. С. Тихонов («Киров с нами», 1942)
- А. П. Платонов («Июльская гроза»).
- Н. С. Лесков («Чертогон»)
- Стихи Э. Г. Багрицкого, Н. А. Заболоцкого, А. Т. Твардовского, Ю. К. Олеша, К. М. Симонова.
- Был одним из первых исполнителей стихов А. А. Ахматовой и Б. Л. Пастернака

### Фильмография
- 1937 — «Путешествие в Арзрум» (режиссёр М. З. Левин) — Пушкин
- 1972 — «Два рассказа» (фильм-спектакль) — главная роль

### Работы в озвучивании
- 1964 — Левша (мультипликационный) — читает текст
- 1965 — Как один мужик двух генералов прокормил (мультипликационный) — читает текст
- 1966 — Поди туда, не знаю куда (мультипликационный) — толстый скоморох
- 1967 — Крыжовник (короткометражный) — текст от автора
- 1967 — Легенда о злом великане (мультипликационный) — рассказчик / рыбак
- 1970 — Баллада о Беринге и его друзьях — текст за кадром
- 1979 — Волшебное озеро (мультипликационный) — читает текст